# St. Georg (Elgg)

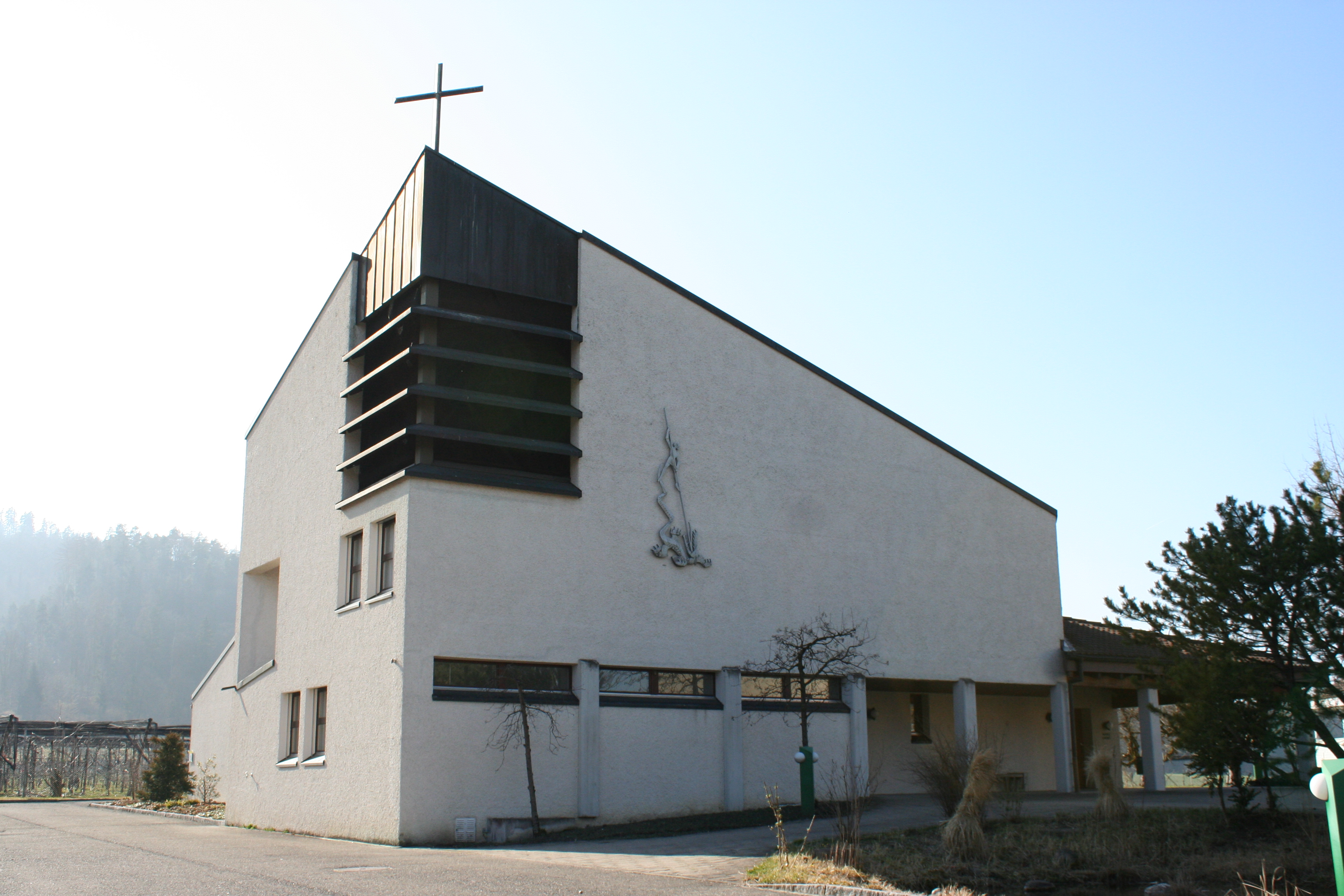
Kirche St. Georg Elgg

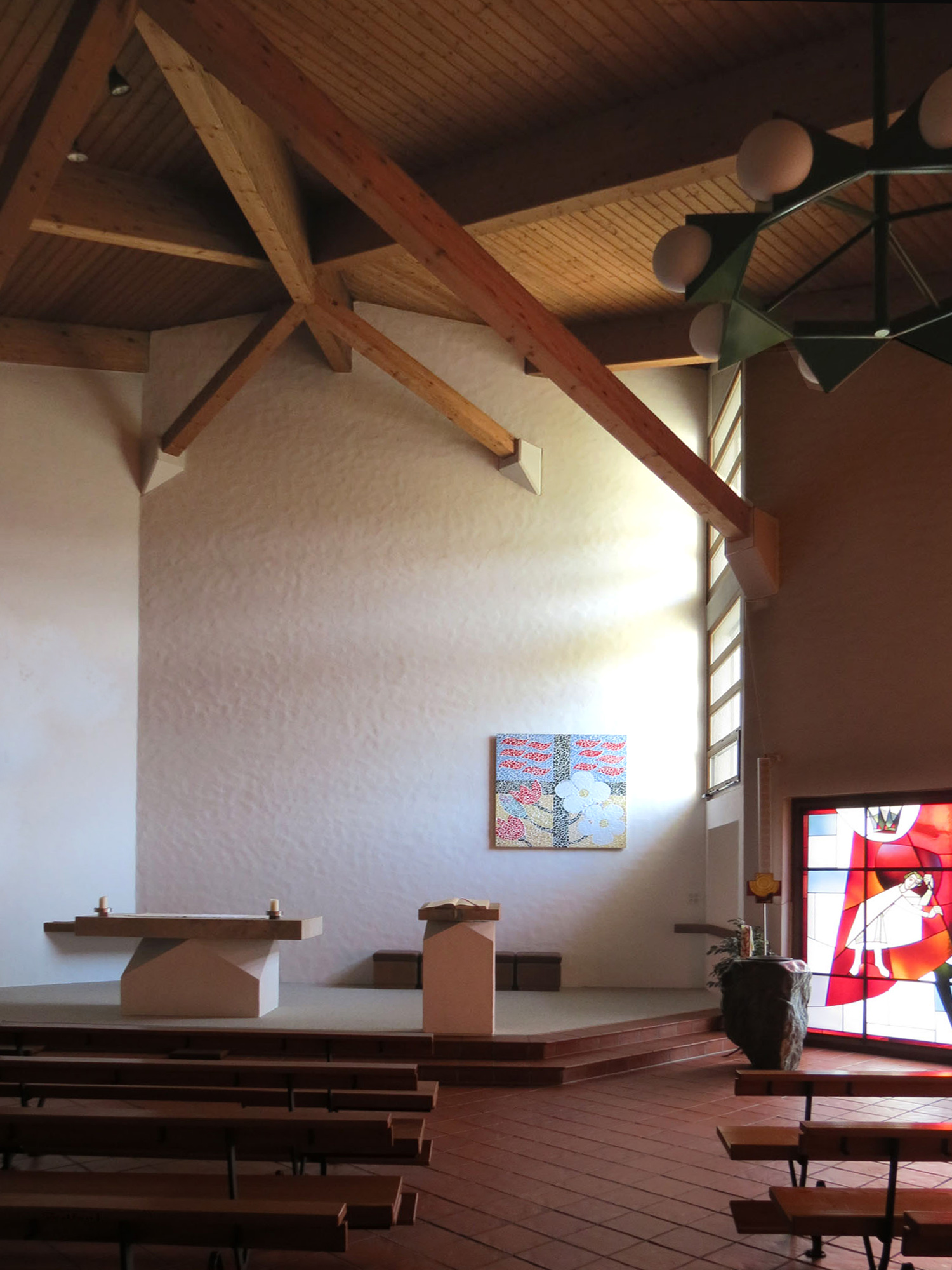
Innenansicht

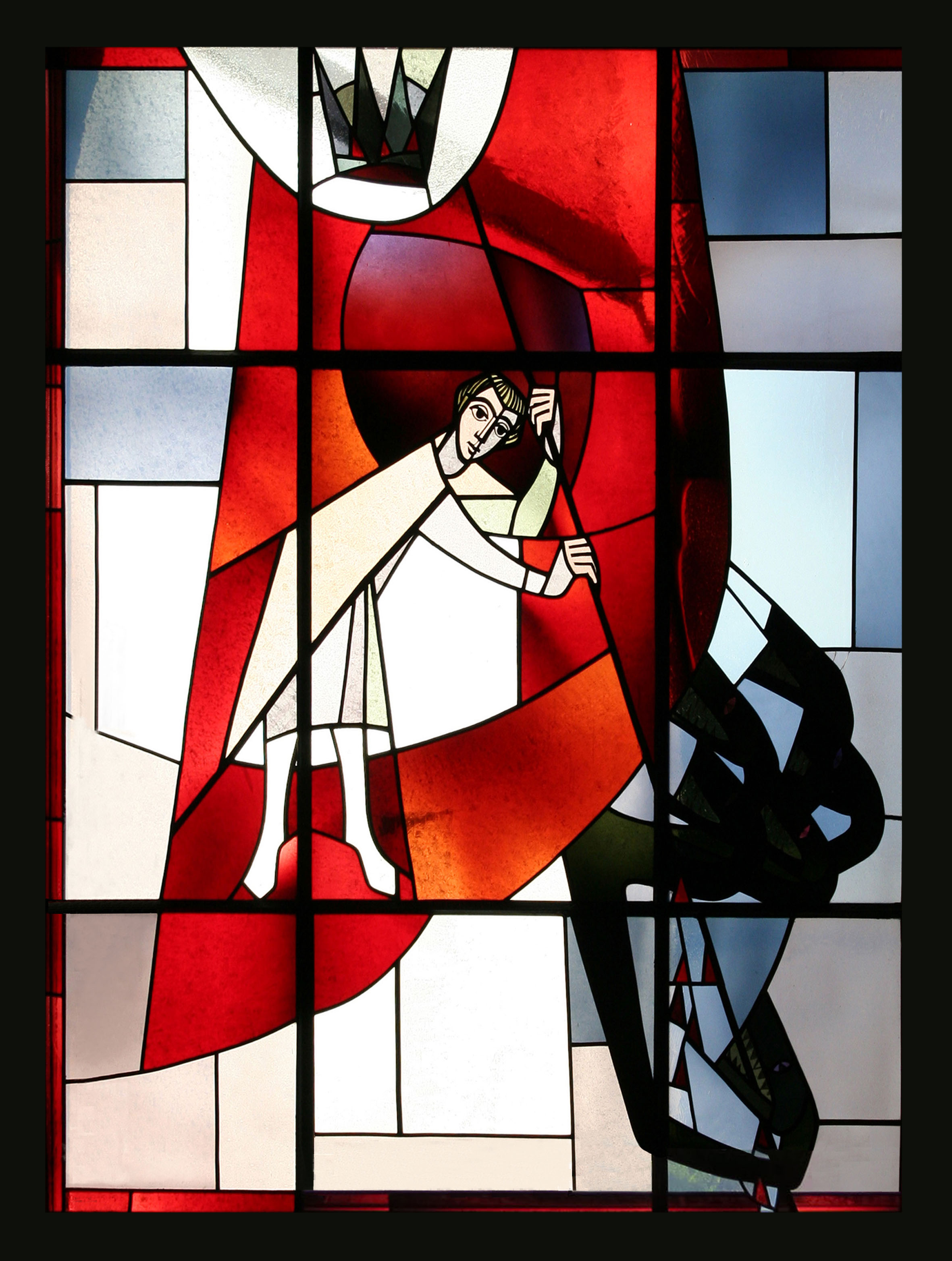
Georgsfenster von José de Nève

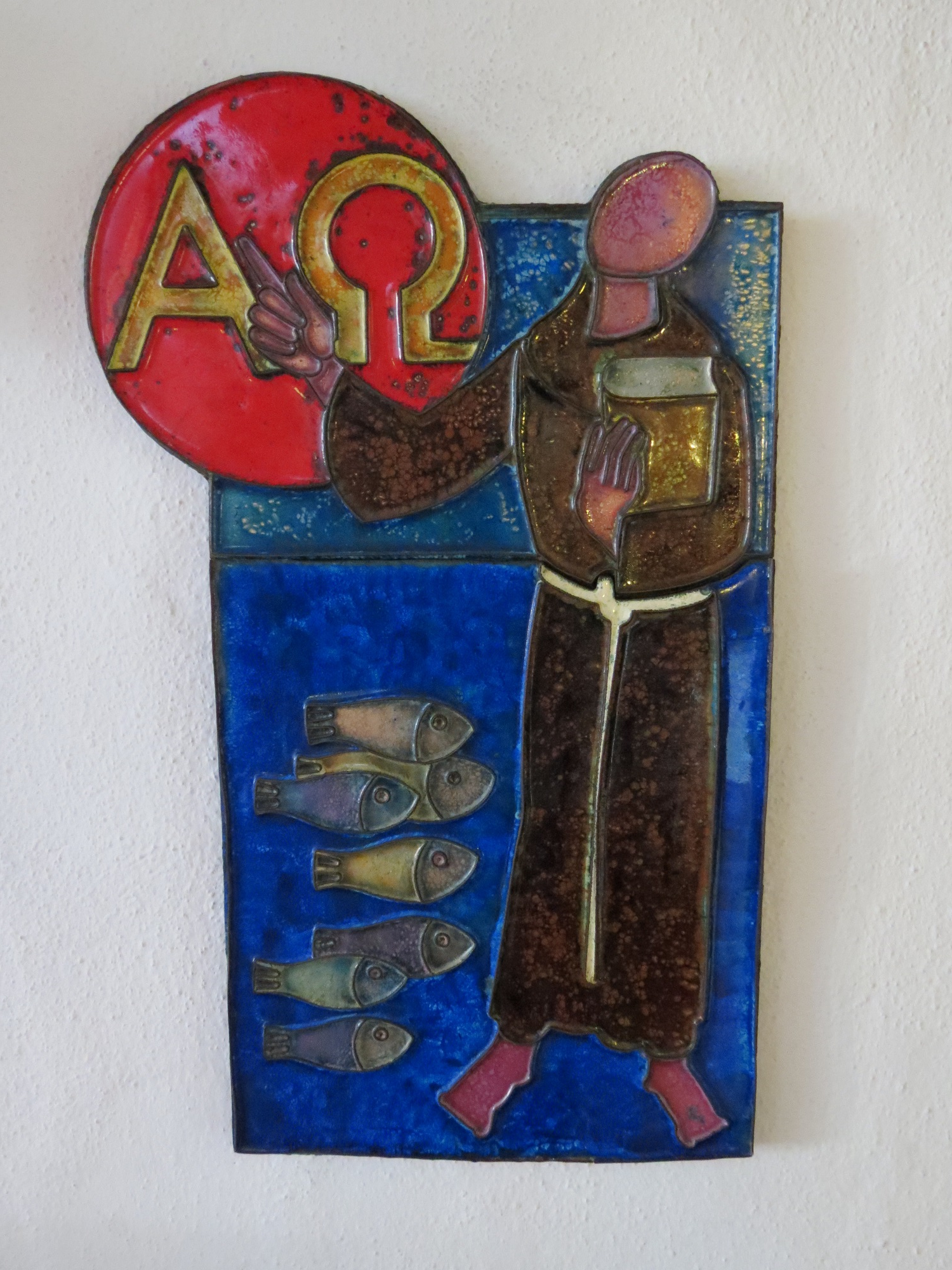
Heiliger Antonius von Christof Zünd

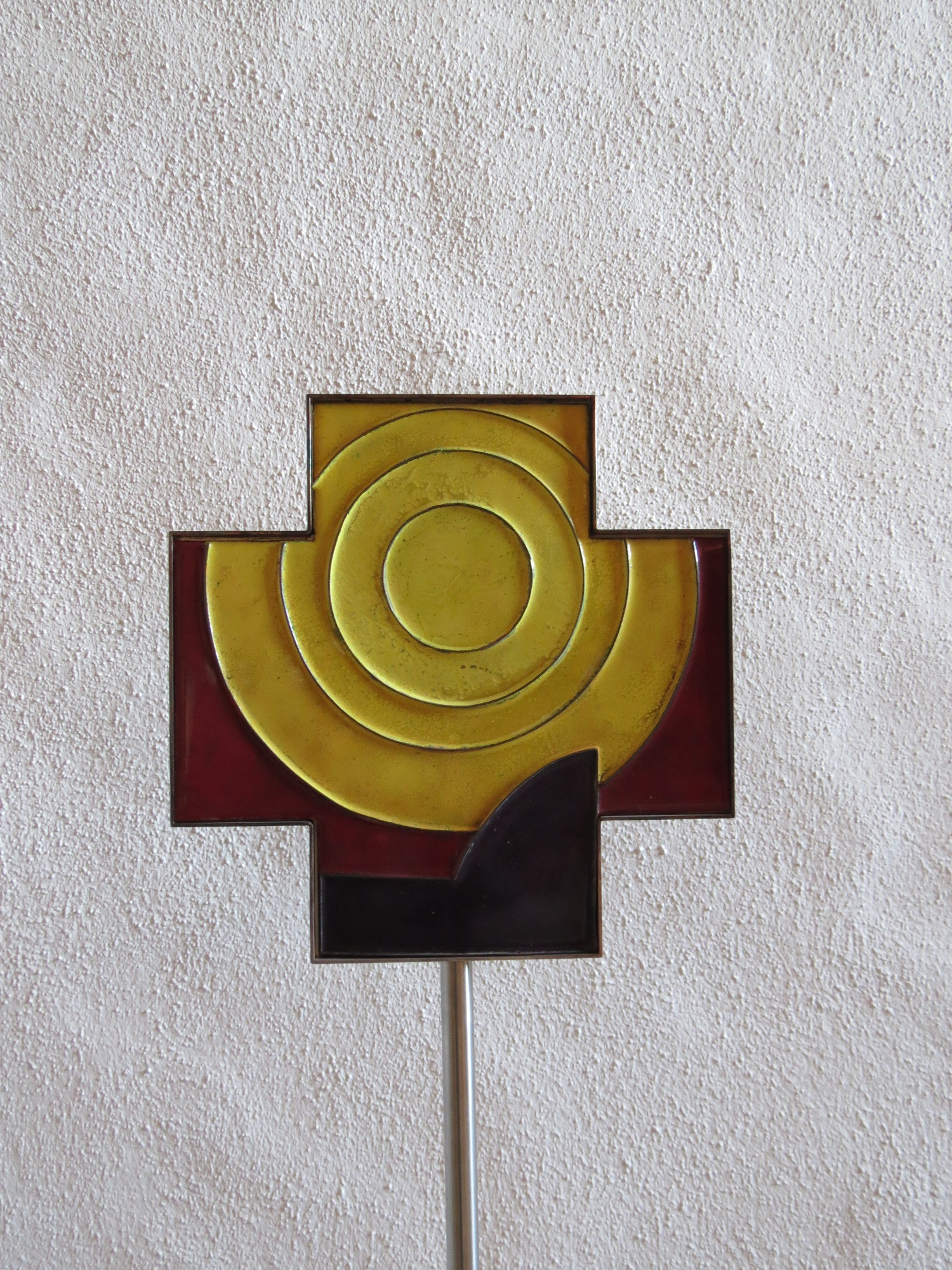
Vortragekreuz

Die Kirche St. Georg ist die römisch-katholische Pfarrkirche von Elgg im Zürcher Bezirk Winterthur. Die dazugehörige Kirchgemeinde ist zuständig für die Orte Elgg, Hagenbuch und Hofstetten.

## Geschichte

### Vorgeschichte und Namensgebung
In der Urkunde, die im Jahr 760 erstmals Elgg als «Ailaghoga» erwähnt, findet sich auch die erste Nennung einer Elgger Kirche. Diese wurde in späterer Zeit westwärts verlängert und im Jahr 1000 durch eine hochmittelalterliche Kirche ersetzt, die selber wiederum im Jahr 1370 um- und ausgebaut wurde. In den Jahren 1508–1518 wurde eine spätgotische Kirche errichtet, die nach der Reformation im Jahr 1524 für reformierte Gottesdienste verwendet wurde. Der katholische Gottesdienst war fortan bis ins 19. Jahrhundert im Gebiet des heutigen Kantons Zürich verboten. Das Toleranzedikt von 1807 erlaubte im Kanton Zürich erstmals wieder einen katholischen Gottesdienst, allerdings nur in der Stadt Zürich. Im Jahr 1813 appellierten 50 in der Stadt Winterthur wohnhafte Katholiken an die Toleranz der Stadtväter. Jedoch erst im Jahr 1862, als das Kloster Rheinau aufgehoben und die weitere Verwendung dessen Vermögens durch den Kanton Zürich gesetzlich geregelt wurde, durfte in Winterthur der erste katholische Gottesdienst seit der Reformation stattfinden. Das sog. Erste zürcherische Kirchengesetz aus dem Jahr 1863 anerkannte neben Zürich auch die katholischen Kirchgemeinden in Winterthur, Rheinau und Dietikon (die letzten beiden waren traditionell katholische Orte), sodass in Winterthur eine katholische Gemeinde aufgebaut werden durfte. Im Jahr 1868 wurde die neu erbaute Kirche St. Peter und Paul im Beisein von Vertretern der kantonalen Regierung samt Staatsschreiber und Dichter Gottfried Keller sowie des Stadtrats von Winterthur eröffnet. Die Gründung weiterer Pfarreien im Kanton wurde jedoch staatlich nicht anerkannt, weshalb diese auf privat- und vereinsrechtlicher Basis aufgebaut werden mussten.

### Entstehungs- und Baugeschichte
Im Jahr 1958 erteilte der Pfarrer des thurgauischen Nachbarorts Aadorf in Elgg Religionsunterricht. Im darauffolgenden Jahr wurde der Entschluss gefasst, in Elgg eine katholische Kirche zu bauen. 1961 konnte an der Winterthurerstrasse 5 in Elgg ein Bauplatz für die Kirche erworben werden. Am 29. Oktober 1962 erhob der Bischof von Chur, Johannes Vonderach, nach einer Besichtigung des Bauplatzes Elgg zusammen mit Hagenbuch und Hofstetten zu einem Seelsorgebezirk. Am 10. Dezember 1962 wurde in der Wallfahrtskirche Klingenzell der erste Gottesdienst für die Katholiken von Elgg abgehalten. Eine Woche später fand der erste katholische Gottesdienst seit der Reformation in Elgg statt. Das Gottesdienstlokal war der Aufenthaltsraum des Primarschulhauses. Am 22. Juli 1963 erfolgte der Baubeginn der ersten katholischen Kirche von Elgg nach Plänen des ortsansässigen Architekten P. Fleischmann. Am 17. September 1963 wurde die Kirche eingeweiht. Auch wenn es sich bei diesem Bau nur um eine Notkirche handelte, überzeugte ihre Bauweise, weshalb nach ihrem Vorbild drei Jahre später eine weitere Kirche von P. Fleischmann in Feuerthalen errichtet wurde, die als Vorgängerbau für die heutige Kirche St. Leonhard bis 2006 im Einsatz war. Die Notkirche von Elgg dagegen wurde bereits nach 18-jährigem Gebrauch durch die heutige, zweite katholische Kirche von Elgg abgelöst. Da die erste Kirche jedoch noch eine gute Bausubstanz aufwies, wurde sie in Elgg abgebaut und nach Bütschwil verschenkt, wo sie weitere Jahre als Jugendzentrum Verwendung fand. Während des Baus der neuen Kirche wurde auf dem Bauareal eine kleine Notkirche erstellt. Am 4. Oktober 1981 erfolgte die Grundsteinlegung der neuen Kirche, die nach Plänen der Architektengemeinschaft Bretscher & Valsecchi, Albisser & Bollmann errichtet wurde. Am 4. September 1982 wurde die fertiggestellte Kirche von Bischof Johannes Vonderach eingeweiht.
Die Pfarrei Elgg ist mit ihren 1'165 Mitgliedern (Stand 2021) eine der kleinen katholischen Kirchgemeinden des Kantons Zürich.

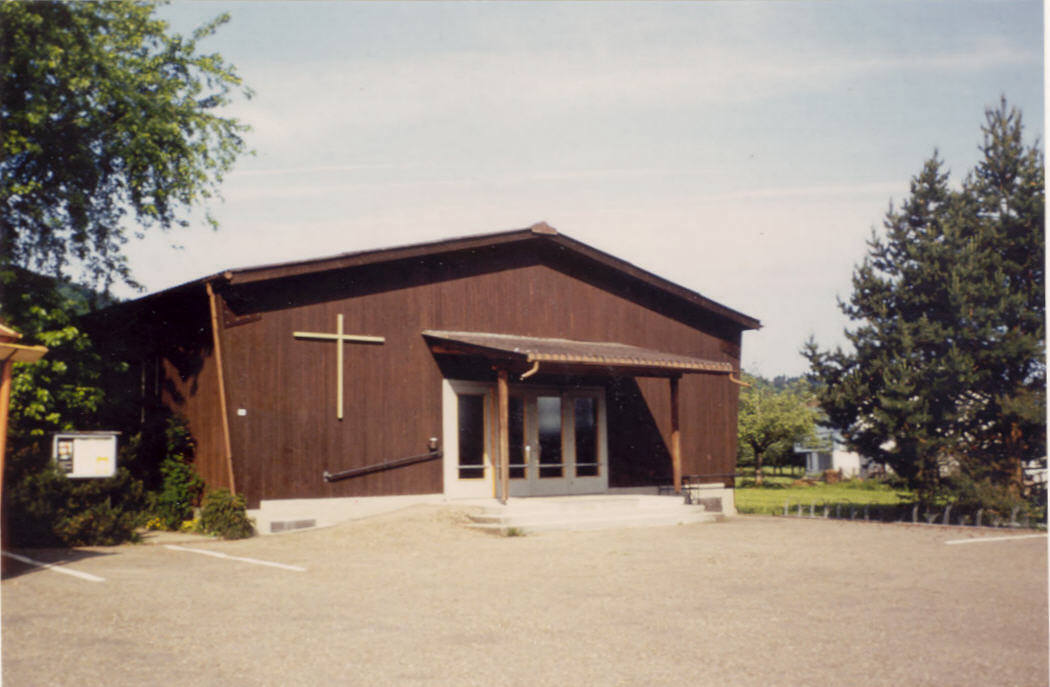
Erste Kirche von 1963 bis 1981
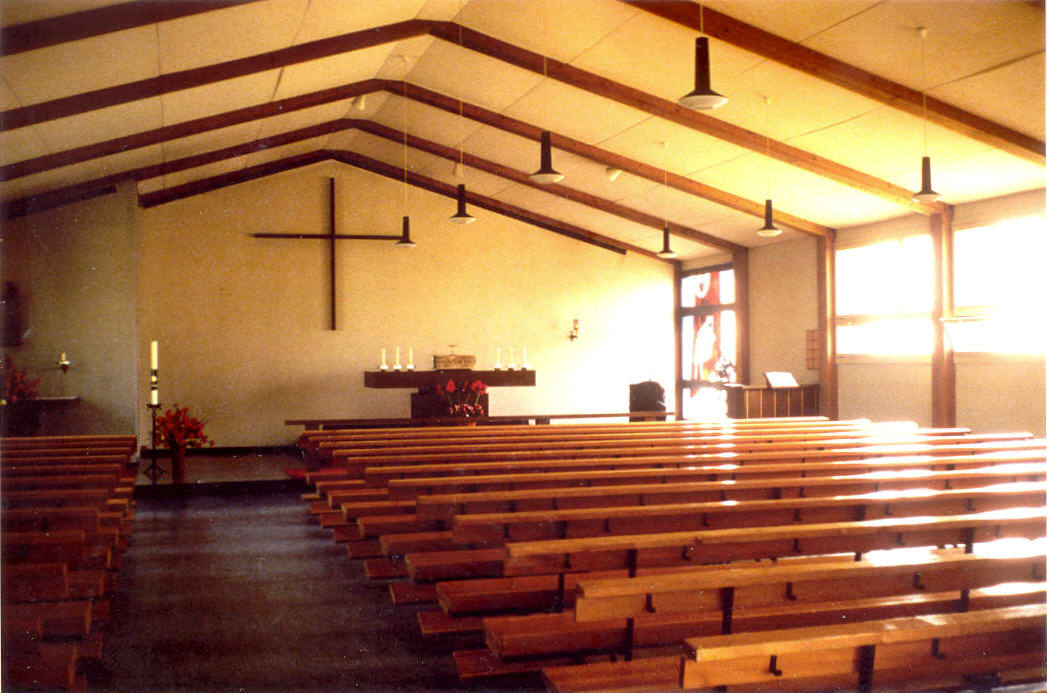
Innenansicht

## Baubeschreibung

### Kirchturm und Äusseres
An der Winterthurerstrasse gelegen, steht die Kirche St. Georg etwas zurückversetzt und ist über einen Vorplatz zu erreichen. Die Betonkirche ist geostet und besitzt ein Pultdach, an dessen höchstem Punkt die Glockenstube in das Gebäude eingelassen ist. An der nordöstlichen Fassade befindet sich ein Relief des Wiler Bildhauers Willi Buck. Dieses Relief stellt den Patron der Kirche, den hl. Georg, dar, wie er den Drachen als Symbol alles Bösen tötet. Bekrönt wird das Kirchgebäude durch ein eisernes Kreuz. Am 12. Juni 1982 wurden die drei Glocken in den Kirchturm aufgezogen.
| Nummer | Gewicht | Ton | Widmung        | Inschrift                                                                                |
| ------ | ------- | --- | -------------- | ---------------------------------------------------------------------------------------- |
| 1      | 1120 kg | e1  | Dreifaltigkeit | Gnade Euch und Friede von Gott dem Vater, dem Sohn und dem heiligen Geist.               |
| 2      | 650 kg  | g1  | Christus       | Jesus Christus Gestern und Heute und Derselbe auch in Ewigkeit.                          |
| 3      | 480 kg  | a1  | Schutzengel    | Ich werde einen Engel schicken, der dir vorausgeht. Achte auf ihn und höre seine Stimme! |

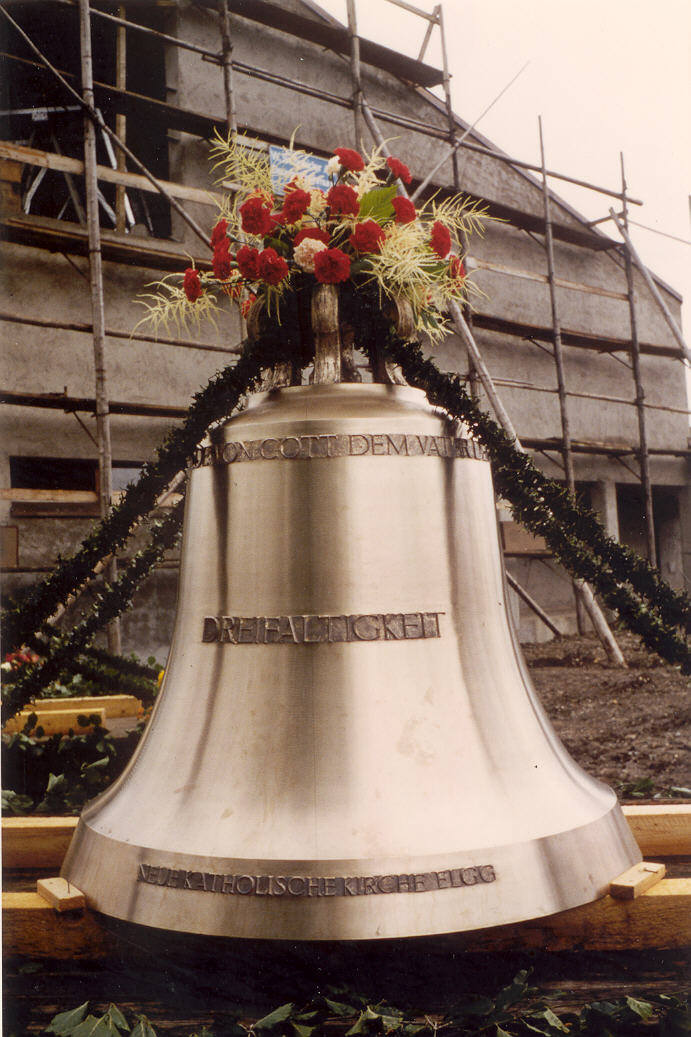
Dreifaltigkeitsglocke
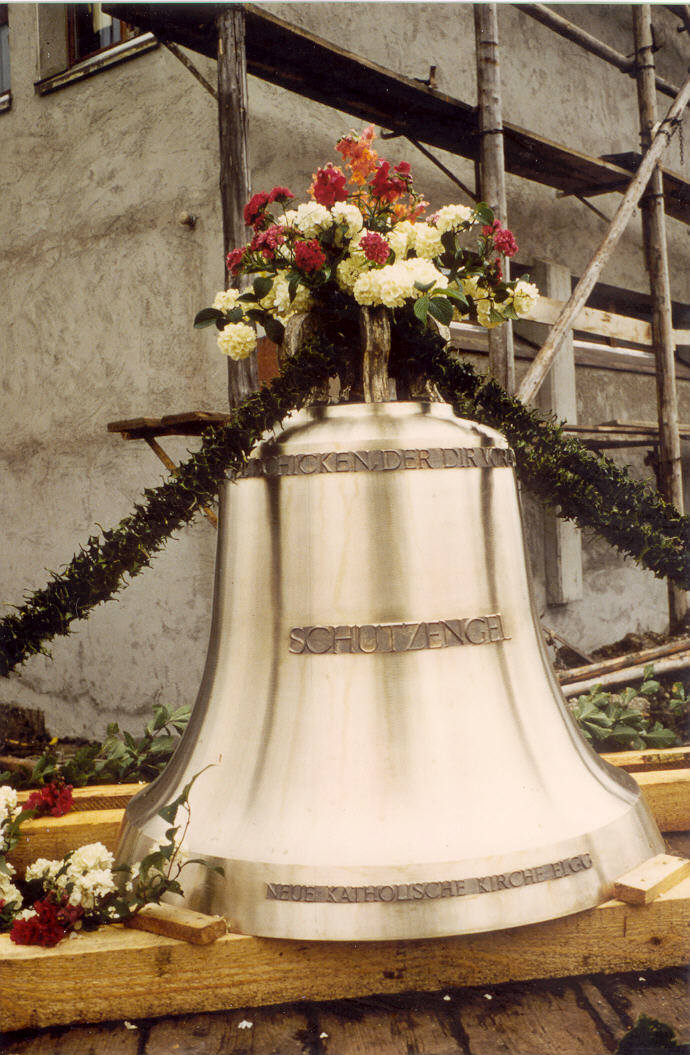
Schutzengel-Glocke
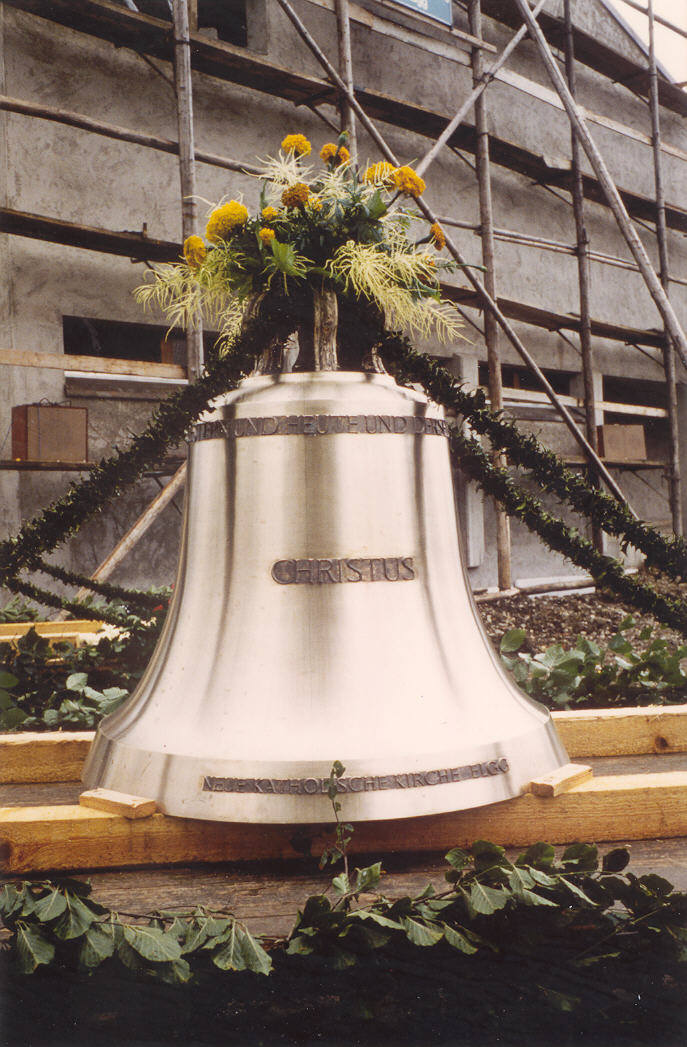
Christus-Glocke

### Innenraum und künstlerische Ausstattung
Durch das Eingangsportal gelangt der Besucher in ein Foyer, von dem aus der Zugang zu den Räumlichkeiten des Pfarreizentrums und zur Kirche möglich ist. Im Erdgeschoss befindet sich die Kirche, welche als polygonaler Raum gestaltet wurde. Die Kirchenbänke gruppieren sich um den leicht erhöhten Altarraum. Altar, Ambo und der Sockel des Tabernakels wurden von Architekten Armin Bollmann und Luciano Valsecchi gestaltet. An der Wand hinter dem Altar befindet sich ein Mosaik, das von Pfarreiangehörigen nach einem Entwurf des Künstlers Christof Zünd, Guntershausen, gestaltet wurde. Von ihm stammen auch die folgenden künstlerischen Werke der Kirche: das Vortragskreuz (beim Taufstein), die Emailbilder des hl. Georg und des hl. Antonius, zwei weitere Bilder im Meditationsraum, der Schrein für die hl. Öle sowie ein Emailbild im Foyer, nach dem das Mosaik an der Altarwand gestaltet wurde. Die Kirche besitzt zwei Glasfenster: Das erste zeigt den Kirchenpatron, den hl. Georg. Dieses Glasfenster stammt vom Künstler José de Nève und befand sich bereits im Vorgängerbau. Das zweite Glasfenster wurde für den Neubau der Kirche neu gestaltet. Es thematisiert die Elgger Geschichte und wurde von Willi Buck gestaltet. Von diesem Künstler stammen auch der Tabernakel und das Kreuz im Altarraum. An der Feuerwache 2019 wurden von Pfarreimitgliedern geputzte Glasteile zu einer Taufschale zusammengefügt. Diese entstand nach einer Idee von Verena Stalder-Müller in ihrem Atelier in Elgg und ersetzte im August 2021 die ursprüngliche, schlichte Metallschale. Die Blau- und Grüntöne der dekorativen Spirale symbolisieren Wasser und Leben.

## Orgel

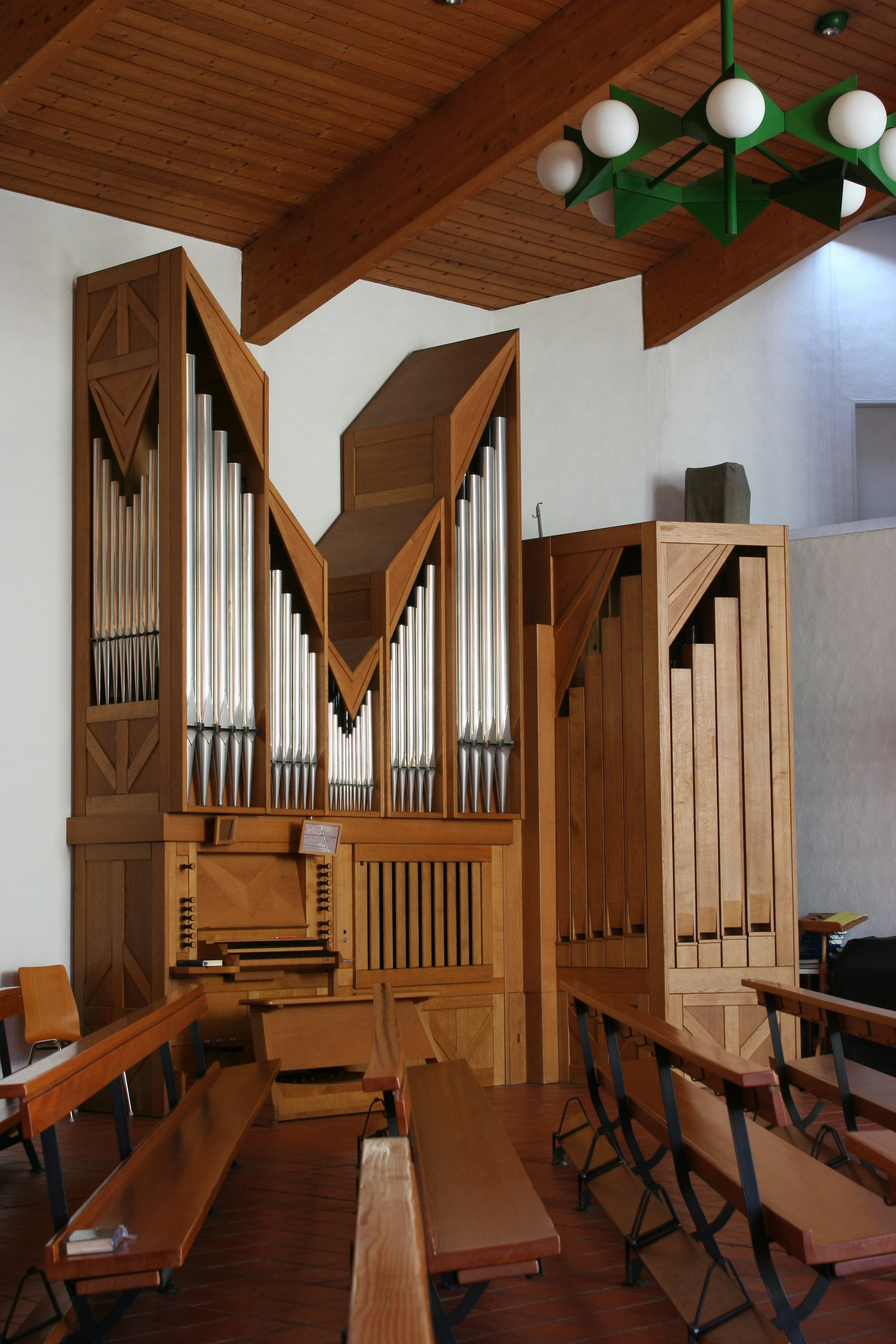
Späth-Orgel von 1983

An der nördlichen Wand der Kirche befindet sich die Orgel, welche im Jahr 1983 von Orgelbau Späth, Rapperswil, erstellt wurde. Das Instrument verfügt über 15 Register. Spiel- und Registertraktur sind mechanisch. Die Intonation erfolgte durch Hubert Zemp und Konrad Bucher, die Expertise nahm Ambros Koch vom Kloster Fischingen vor. Die Einweihung der Orgel fand am Sonntag, den 26. Februar 1984, statt.
| I Hauptwerk C–g3 |    |
| Prinzipal        | 8′ |
| Spitzflöte       | 8′ |
| Oktave           | 4′ |
| Flöte            | 4' |
| Oktave           | 2′ |
| Mixtur           | 2′ |

| II Schwellwerk C–g3     |               |
| Gedeckt                 | 8′            |
| Rohrflöte               | 4′            |
| Waldflöte               | 2′            |
| Quinte aus Sesquialtera | 2 ⁄3′         |
| Sesquialtera II         | 2 ⁄3′ + 1 ⁄3′ |
| Zymbel                  | 1′            |
| Dulzian                 | 8′            |
| Tremulant               |               |

| Pedal C–g1 |     |
| Subbass    | 16′ |
| Bourdon    | 8′  |
| Zinke      | 8′  |

- Koppeln: II/I, I/P, II/P
- Spielhilfen: Wechseltritte für Mixtur 2′ und Zinke 8′